# 광사초등학교
광사초등학교(廣沙初等學校)는 대한민국 경기도 양주시에 있는 공립 초등학교이다.

## 학교 연혁
- 2010.03.01 광사초등학교 14학급 인가(특수1학급 포함)
- 2010.03.01 제1대 이희창 교장 취임
- 2010.04.15 6학년 1학급 증설(15학급)
- 2010.05.03 4학년 1학급 증설(16학급)
- 2010.05.04 2학년 1학급 증설(17학급)
- 2010.05.06 5학년 1학급 증설(18학급)
- 2010.05.10 3학년 1학급 증설(19학급)
- 2010.05.24 1학년 1학급 증설(20학급)
- 2010.07.20 2,3,4,6학년 각 1학급씩 증설(24학급)
- 2010.08.20 5학년 1학급 증설(25학급)
- 2010.09.27 1학년 1학급 증설(26학급)
- 2010.10.20 3학년 1학급 증설(27학급)
- 2011.03.01 광사초등학교 22학급(특수1학급 포함)
- 2012.03.01 광사초등학교 23학급(특수1학급 포함)
- 2012.03.05 광사초등학교 24학급(특수1학급 포함)
- 2013.03.04 광사초등학교 26학급(특수1학급 포함)
- 2014.03.01 제2대 차세환 교장 취임
- 2015.03.01 광사초등학교 30학급(특수1학급 포함)